# Dasophrys fortis
Dasophrys fortis là một loài ruồi trong họ Asilidae. Dasophrys fortis được Londt miêu tả năm 1981. Loài này phân bố ở vùng nhiệt đới châu Phi.